# Dmitri Dorofejev
Dmitri Anatoljevitsj Dorofejev (Russisch: Дмитрий Анатольевич Дорофеев) (Kolomna, 13 november 1976) is een Russische oud-schaatser en huidig sprintcoach voor onder meer Pavel Koelizjnikov, Denis Koval, Artjom Koeznetsov en Roeslan Moerasjov. Hij behaalde in 2006 de tweede plaats op het wereldkampioenschap sprint in Heerenveen.

## Biografie
Dorofejev was jarenlang een subtopper bij de sprintafstanden op de schaats. In 1996/1997 debuteerde hij in het World Cup-circuit. In december 1999 won hij een World Cup wedstrijd over 500 meter op de buitenbaan van Innsbruck. Na deze prestatie eindigde hij niet meer op een podium van een internationale wedstrijd, tot het najaar van 2005. In het begin van het Olympische seizoen eindigt Dorofejev tijdens drie World Cup wedstrijden zevenmaal op het podium, waarvan vier keer op de hoogste trede waarmee hij met 720 punten tweede werd in het eindklassement op de 500 meter achter Kang-seok Lee (746 punten). Zijn goede vorm neemt hij mee naar de WK Sprint 2006 in Heerenveen. In Thialf wordt hij tweede achter de Amerikaan Joey Cheek, maar voor Jan Bos. Ook tijdens de Olympische Spelen in Turijn haalt hij achter Cheek zilver, op de 500 meter.
Samen met Kosta Poltavets is hij heden ten dage verantwoordelijk voor de Russische schaatsselectie.

## Persoonlijke records
| Afstand    | Tijd    | Datum            | Baan       |
| ---------- | ------- | ---------------- | ---------- |
| 500 meter  | 34,86   | 6 november 2005  | Calgary    |
| 1000 meter | 1.09,27 | 21 januari 2006  | Heerenveen |
| 1500 meter | 1.51,52 | 13 augustus 2005 | Calgary    |
| 3000 meter | 4.21,33 | 14 november 1998 | Inzell     |
| 5000 meter | 8.11,02 | 7 februari 1994  | Kostroma   |

## Resultaten
| jaar | Olympische Spelen | WK Afstanden       | WK Sprint |
| ---- | ----------------- | ------------------ | --------- |
| 1999 |                   | 12e 500m 17e 1000m | 21e       |
| 2000 |                   | NF2 500m           | 10        |
| 2001 |                   | DQ1 500m 20e 1000m | NS4       |
| 2002 | 18e 500m          |                    | 10e       |
| 2003 |                   |                    | NS2       |
| 2004 |                   |                    | 31e       |
| 2005 |                   | 15e 500m           | 21e       |
| 2006 | 500m · 10e 1000m  |                    | Zilver    |

- = geen deelname
→ = kampioenschap moet nog gehouden worden
DQ1 = gediskwalificeerd op de 1e afstand
NF2 = niet gefinisht op de 2e afstand
NS = niet gestart
NS# = niet gestart op de # afstand

### Medaillespiegel
| kampioenschap     | goud | zilver | brons |
| ----------------- | ---- | ------ | ----- |
| Olympische Spelen | 0    | 1      | 0     |
| WK Afstanden      | 0    | 0      | 0     |
| WK Sprint         | 0    | 1      | 0     |